# Geria turturoides
Geria turturoides là một loài bướm đêm trong họ Noctuidae.